# Schistogonia cercopoides
Schistogonia cercopoides är en insektsart som först beskrevs av Walker 1858.  Schistogonia cercopoides ingår i släktet Schistogonia och familjen spottstritar. Inga underarter finns listade i Catalogue of Life.